# Halte Emst

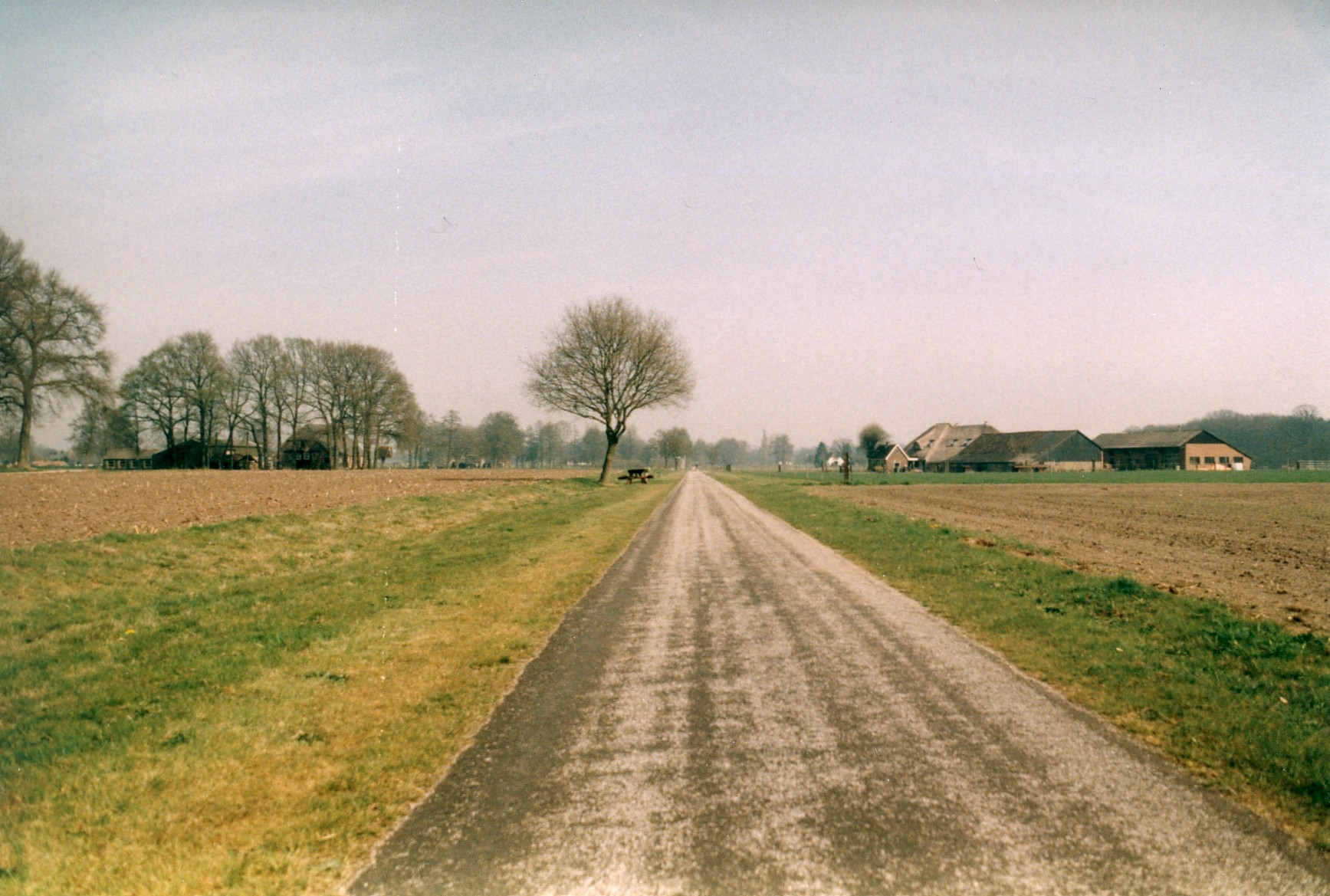
De voormalige spoorweg bij Emst anno 2003

Halte Emst is een voormalige treinhalte aan de Baronnenlijn tussen Apeldoorn en Zwolle in het dorpje Emst op de Veluwe. Bij de halte kwam in 1887 een stationsgebouw van het type KNLS derde klasse, waarop net na 1900 een extra verdieping werd geplaatst. Het station is in 1938 buiten gebruik gesteld en begin jaren 1970 afgebroken.